# (7935) Beppefenoglio
(7935) Beppefenoglio est un astéroïde de la ceinture principale.

## Description
(7935) Beppefenoglio est un astéroïde de la ceinture principale. Il fut découvert le 1er mars 1990 à La Silla par Henri Debehogne. Il présente une orbite caractérisée par un demi-grand axe de 3,08 UA, une excentricité de 0,13 et une inclinaison de 0,1° par rapport à l'écliptique.

## Compléments